# Лакюэ, Жан-Жерар
Жан-Жерар Лакюэ, граф де Сессак (фр. Jean-Gérard Lacuée, comte de Cessac; 4 ноября 1752, замок Ламассас близ Отфаж-ла-Тур, — 18 июня 1841, Париж) — французский генерал и государственный деятель.

## Биография
Был членом Законодательного собрания, где занимался преимущественно военными вопросами, противясь проектам Дюмурье. Временно замещал военного министра Сервана и подготовил победу при Вальми. В сентябре 1792 года Лакюэ было поручено организовать защиту на испанской границе. Вскоре он был заподозрен в участии в тулонском бунте, и только бегство спасло его от казни.
В эпоху Директории был членом Совета старейшин.
Во время Консульства — член Государственного совета; одно время заведовал Политехнической школой. В 1810 году Наполеон назначил его министром военной администрации. Он занялся, главным образом, сокращением расходов по поставке провианта и обмундирования армии, стараясь устранить злоупотребления.
Луи-Филипп I сделал его членом Палаты пэров.
Кроме мемуаров, напечатанных в «Recueil de l’Institut», Лакюэ написал также: «Guide de l’officier en campagne» (1786), «Projet de constitution pour l’armée des Français» (1789), «Un militaire auxFrançais» (1789).